# De olijke opruimers
De olijke opruimers is een stripverhaal uit de reeks van Suske en Wiske. Het verhaal is speciaal geschreven voor Stibat (Stichting Batterijen) en verscheen in 2001.

## Locaties
Dit verhaal speelt zich af op de volgende locaties:
- België

## Personages
In dit verhaal komen de volgende personages voor:
- Suske, Wiske, tante Sidonia, Lambik

## Het verhaal
Lambik struikelt bij tante Sidonia over een batterij uit de zaklantaarn van Suske. Hij wordt kwaad en vertelt dat hij geen enkele rondslingerende (gebruikte) batterijen wil tegenkomen. Batterijen mogen niet in de afvalbak, ze zijn schadelijk voor het milieu. Enkele fabrieken halen de grondstoffen (nikkel, staal, zink) uit de batterijen. Tante Sidonia legt uit dat er elk jaar toch 35 vrachtwagens vol batterijen in de vuilnisbak belanden. 
Suske, Wiske, Lambik en tante Sidonia verzamelen alle gebruikte batterijen in het huis. Lambik wacht op de chemokar, tante Sidonia brengt ze naar de supermarkt of het warenhuis. Suske levert ze in bij fotozaken of in een doe-het-zelf-winkel en Wiske brengt haar batterijen naar een speelgoedwinkel. 